# Dragsvik
Dragsvik är ett område i Ekenäs, som var fångläger (Fånglägret i Dragsvik) efter inbördeskriget i Finland och som är förläggningsort för Nylands brigad. Dessutom fanns det ett mentalsjukhus där 1930–2016 (Ekåsens sjukhus).